# الحسين بن زكرويه
الحسين بن زكرويه، المعروف أيضًا باسمه المستعار ذو الشامة، كان زعيمًا قرامطيًا في البادية الشامية في السنوات الأولى من القرن العاشر الميلادي.

## بداية تمرده
كان الحسين الابن الأصغر للزعيم القرامطي زكرويه بن مهرويه ومن نسل الإمام الإسماعيلي السابع محمد بن إسماعيل. اتبع الحسين شقيقه يحيى، الذي ادعى أنه المهدي واتخذ اسم سيد الناقة، في إنشاء قاعدة للعمليات في تدمر. نجح الأخوان في الحصول على دعم العديد من البدو المحليين، وخاصة من بني كلب، وبالتالي اكتسبوا قوة عسكرية قوية.

## حملته في بلاد الشام
بدأ الأخوان بشن غارات على المحافظات العباسية والطولونية في الشام، وكان لها أثر مدمر. في عام 902، هزم القرامطةُ الطولونيين الذين قادهم طغج بن جوف بالقرب من الرقة، وحاصروا دمشق. ولكن ما لبث وأن نجح طغج في السيطرة على المدينة وقتل يحيى. خلف الحسينُ يحيى زعيمًا، كما نسب المهدي له، تحت اسم أبو العباس أحمد بن عبد الله، وبلقب ذي الشامة. قاد الحسين القرامطة إلى تدمير المدن ذات الفاطميين في حمص وحماة وبعلبك ومعرة النعمان وحتى قاعدتهم القديمة في السلمية، حيث أجبر منافسه المهدي الفاطمي عبد الله على المغادرة غربًا باتجاه المغرب العربي.

## هجوم العباسيين
أجبرت أعمال النهب التي قام بها القرامطة دون رادع الحكومة العباسية بقيادة الخليفة المكتفى على التدخل مباشرة لمقاتلتهم. في 29 تشرين الثاني 903، التقى القرامطة بجيش عباسي بقيادة محمد بن سليمان الكاتب وألحق هزيمة ساحقة بقوات الحسين في معركة حماة. تمكن الحسين من الفرار مع ابن عمه المُدَّثِّر وشريكه المُطّوّق وبعض اليونانيين. فروا عبر البادية محاولين الوصول إلى الكوفة. تم القبض عليهم في منطقة الدالية على طريق الفرات بالقرب من الرحبة، وأُعْدِمُوا علنًا في بغداد مع قادة القرامطة الآخرين والمتعاطفين معهم في 13 شباط 904.

## تمرد أبيه في العراق
زكرويه، والد الأخوين، تمرد أيضًا عام 906 بالقرب من الكوفة لكنه قُتل في العام التالي أثناء هجوم على قافلة الحج. وبهذه الهزائم، توقفت حركة القرامطة فعليًّا عن الوجود في البادية الشامية، على الرغم من أن نظيراتها في إقليم البحرين ظلَّت تُشكل تهديدًا نشطًا لعدة عقود قادمة.